# Lars Bergquist
Lars Bergquist (* 6. Juni 1930 in Stockholm; † 25. September 2022 in Turku, Finnland) war ein schwedischer Diplomat und Schriftsteller, der unter anderem zwischen 1982 und 1988 Botschafter in der Volksrepublik China und von 1988 bis 1993 Botschafter beim Heiligen Stuhl sowie zugleich in Malta und San Marino war. Er verfasste zudem als Schriftsteller zahlreiche Bücher, darunter Biografien über die Heilige Birgitta von Schweden und den Wissenschaftler, Mystiker und Theosophen Emanuel Swedenborg.

## Leben
Lars Bergquist war der Sohn des Politikers der Folkpartiet Thorwald Bergquist (1899–1972), der unter anderem Mitglied des Reichstages sowie 1936 und erneut von 1943 bis 1945 Justizminister Schwedens war, und Ingrid Chrysander. Sein jüngerer Bruder ist der Diplomat Mats Bergquist (* 1938), der unter anderem zwischen 1987 und 1992 Botschafter in Israel und Zypern, von 1992 bis 1997 Botschafter in Finnland sowie zuletzt zwischen 1997 und 2004 Botschafter im Vereinigten Königreich war. Er begann nach dem Abitur (Studentexamen) ein Studium an der Universität Lund, welches er 1953 als Filosofie kandidat beendete. Im Anschluss absolvierte er zudem ein Studium der Rechtswissenschaften an der Universität Lund und schloss dieses 1956 als Juris kandidat ab. Nach einem Gaststudienjahr zwischen 1956 und 1957 an der Yale University war er von 1957 bis 1958 Mitarbeiter im Innenministerium (Inrikesdepartementet) sowie zwischen 1958 und 1959 Angestellter bei der Tageszeitung Dagens Nyheter. Daraufhin trat er in den diplomatischen Dienst des Außenministeriums (Utenriksdepartementet) und war von 1960 bis 1963 als Presseattaché sowie 1963 als Erster Sekretär an der Botschaft in Frankreich tätig. Nachdem er zwischen 1963 und 1965 Pressesekretär des Kabinettsausschusses SB (Statsrådsberedningen) gewesen war, fungierte er von 1965 bis 1968 als Erster Sekretär an der Botschaft in der Sowjetunion sowie zwischen 1968 und 1973 als Erster Sekretär an der Botschaft in der Volksrepublik Polen. Er fand im Anschluss von 1973 bis 1976 als Kanzleirat (Kansliråd) im Außenministerium Verwendung und war danach zwischen 1977 und 1982 Gesandter (Minister) für Kulturangelegenheiten an der Botschaft in Frankreich sowie zeitgleich in Personalunion Direktor des Centre Culturel Suédois, des Schwedischen Instituts in Paris (Svenska institutet i Paris).
1982 übernahm Bergquist von Sten Sundfeldt den Posten als Botschafter in der Volksrepublik China und verblieb auf diesem Posten mit Amtssitz in Peking bis 1988, woraufhin Björn Skala seine dortige Nachfolge antrat. Daraufhin löste er 1988 Bengt Friedman als Botschafter beim Heiligen Stuhl ab und war als solcher bis zu seinem Eintritt in den Ruhestand 1993 auch als Botschafter in Malta und San Marino akkreditier, woraufhin Tom Tscherning seine Nachfolge antrat. Im Anschluss war er zwischen 1993 und 1997 Vorstandsvorsitzender des Schwedischen Instituts in Rom (Svenska Institutet i Rom) sowie von 1993 bis 1996 Vorsitzender des Staatlichen Kulturrates (Stat kulturråd), eine 1974 gegründete und zum Kulturministerium (Kulturdepartementet) gehörende staatliche Verwaltungsbehörde, deren Aufgabe es ist, die Entwicklungen im Kulturbereich zu verfolgen, eine einheitliche Grundlage für die Kulturpolitik des Landes zu schaffen und die Regierung bei deren Umsetzung zu unterstützen. 1997 war er des Weiteren Vorstandsvorsitzender der Birgittastiftelsen, eines gemeinnützigen, religiös und politisch unabhängigen Vereins, der 1920 gegründet wurde und der Förderung des Birgitta-Tages zu Ehren der Heiligen Birgitta von Schweden am 7. Oktober dient, sowie 1997 zugleich stellvertretender Vorsitzender der Skandinavischen Swedenborg-Gesellschaft (Skandinavisk Swedenborg Sällskap), die sich mit Leben, Werk und Wirken des Wissenschaftlers, Mystikers und Theosophen Emanuel Swedenborg befasst.
Bergquist heiratete 1955 die Künstlerin Gunvor Lindén (* 1930), Tochter des Kaufmanns Helge Lindén, sowie später in zweiter Ehe Carina Nynäs.

## Veröffentlichungen
Lars Bergquist war ferner als Schriftsteller tätig und wurde unter anderem 1994 mit dem von Per Wästberg gestifteten Wahlström & Widstrands litteraturpris und dem von der Smålands Akademi vergebenen Östrabopriset, 1999 mit einem Preis der Samfundet De Nio sowie 2001 mit dem von der Schwedischen Akademie verliehenen Axel Hirschs pris ausgezeichnet. Zu seinen Werken gehören:
- Arronax’ Minnen, („Arronax’ Erinnerungen“), 1975
- Annas smak, („Annas Geschmack“), 1977
- Spegelskrift, („Spiegelschrift“), 1978
- Per Brahes undergång o bärgning, („Per Brahes Untergang und Rettung“), 1980
- Isvandring med Nordenskiöld, („Eiswandern mit Nordenskiöld“), 1981
- Stränghet i ett mandelregn – tolkning av René Chars dikter, („Kraft im Mandelregen – Interpret der Gedichte von René Char“), 1982
- Swedenborgs Drömbok. Glädjen och det stora kvalet, („Swedenborgs Traumbuch. Die Freude und die große Qualifikation“), 1988
- Skuggspel, klara vatten, („Schattenspiel, klares Wasser“), Übersetzung von Tang-Poesie, 1990
- Det Europeiska huset, („Das Europäische Haus“), 1991
- Minnets skafferier, („Die Vorratskammern der Erinnerung“), 1991
- Den heliga pyramiden, („Die Heilige Pyramide“), 1992
- Biblioteket i lusthuset. Tio uppsatser om Swedenborg, („Die Bibliothek im Pavillon. Zehn Essays über Swedenborg“), 1996
- Swedenborgs hemlighet. Om ordets betydelse, änglarnas liv och tjänsten hos Gud. En biografi, („Swedenborgs Geheimnis. Über die Bedeutung des Wortes, das Leben der Engel und den Dienst an Gott. Eine Biographie“), 1999
- Ansiktets ängel och den stora människan. Emanuel Swedenborg om livet och lyckan, en sammanfattning. Emanuel Swedenborg über Leben und Glück, eine Zusammenfassung, („Der Engel des Antlitzes und der große Mann“), 2001
- Birgitta i uppenbarelsernas spegel, („Birgitta im Spiegel der Offenbarungen“), 2003